# Орловский сельский совет (Сумская область)
Орловский сельский совет (укр. Орлівська сільська рада) — входит в состав
Ямпольского района
Сумской области
Украины.
Административный центр сельского совета находится в 
с. Орловка
.

## Населённые пункты совета
- с. Орловка
- с. Ржаное
- с. Шевченково